# 卢河畔香槟
卢河畔香槟（法語：Champagne-sur-Loue，法語發音：[ʃɑ̃paɲ syʁ lu]）是法国汝拉省的一个市镇，位于该省东北部，属于多勒区。

## 地理
卢河畔香槟（47°2'21"N, 5°48'47"E）面积3.77 平方千米，位于法国勃艮第-弗朗什-孔泰大區汝拉省，该省份为法国东部内陆省份，北起上索恩省，西北接科多尔省，西临索恩-卢瓦尔省，南至安省，东与杜省和瑞士接壤。
与卢河畔香槟接壤的市镇（或旧市镇、城区）包括：列勒、阿尔克和瑟南、比法尔、克拉芒、莱内港。

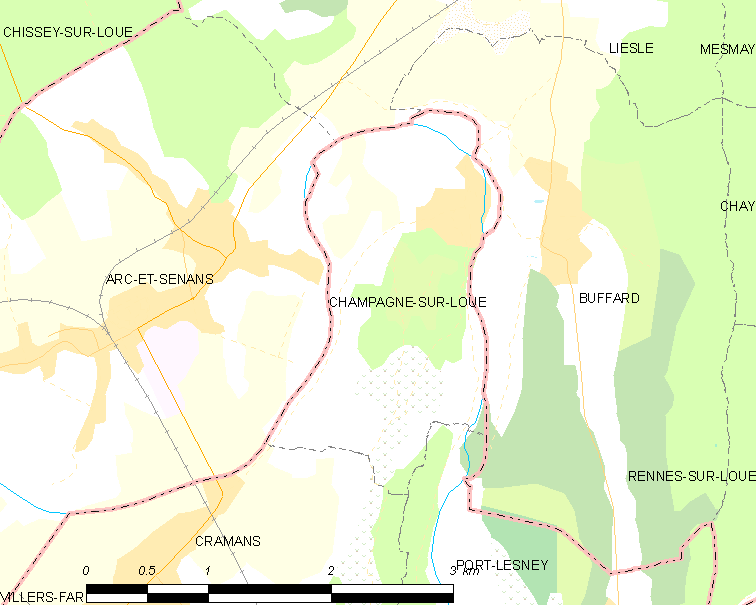
卢河畔香槟的OSM定位图

卢河畔香槟的时区为UTC+01:00、UTC+02:00（夏令时）。

## 行政
卢河畔香槟的邮政编码为39600，INSEE市镇编码为39095。

## 政治
卢河畔香槟所属的省级选区为蒙苏沃德雷县。

## 人口

1962-2008年间卢河畔香槟人口变化图示

卢河畔香槟于2022年1月1日时的人口数量为121人。